# Вільне (Вознесенський район)
Вільне (до 2016 року — Червоні Кошари) — село в Україні, у Вознесенському районі Миколаївської області. Населення становить 61 осіб. Орган місцевого самоврядування — Прибужанівська сільська рада.

## Населення

### Мова
Розподіл населення за рідною мовою за даними :
| Мова       | Кількість | Відсоток |
| ---------- | --------- | -------- |
| українська | 42        | 68.85%   |
| російська  | 18        | 29.51%   |
| румунська  | 1         | 1.64%    |
| Усього     | 61        | 100%     |